# Kispisznice
Kispisznice (horvátul: Mala Pisanica) falu Horvátországban Belovár-Bilogora megyében. Közigazgatásilag Nagygordonyához tartozik.

## Fekvése
Belovár központjától légvonalban 19, közúton 22 km-re délkeletre, községközpontjától légvonalban 3, közúton 6 km-re északnyugatra, a Bilo-hegység délnyugati lejtőin, a Kovačica-patak mentén fekszik.

## Története
A régészeti leletek tanúsága szerint területe már ősidők óta lakott. A Selište nevű helyen 150 méterre a Kovačica-patak hídjától a patak völgyében a korai vaskorból származó cserépmaradványokat találtak. Különösen gazdag volt a leletanyag Slavko Kodrić földjén.
A falu területe a 17. század közepétől népesült be, amikor a török által elpusztított, kihalt területre folyamatosan telepítették be a keresztény lakosságot. A falu 1774-ben az első katonai felmérés térképén „Dorf Mala Piszanicza” néven találjuk. A település katonai közigazgatás idején a szentgyörgyvári ezredhez tartozott.
Lipszky János 1808-ban Budán kiadott repertóriumában „Piszanicza (Mala)” néven szerepel. Nagy Lajos 1829-ben kiadott művében „Piszanicza (Mala)” néven 39 házzal, 112 katolikus és 116 ortodox vallású lakossal találjuk.
A katonai közigazgatás megszüntetése után Magyar Királyságon belül Horvát-Szlavónország részeként, Belovár-Kőrös vármegye Grubisno Poljei járásának része volt. 1857-ben 246, 1910-ben 495 lakosa volt. 1910-ben a népszámlálás adatai szerint lakosságának 41%-a magyar, 36%-a horvát, 22%-a szerb anyanyelvű volt. 1918-ban az új szerb-horvát-szlovén állam, majd később Jugoszlávia része lett.
1941 és 1945 között a németbarát Független Horvát Államhoz, majd a háború után a szocialista Jugoszláviához tartozott. 1991-től a független Horvátország része. 1991-ben lakosságának 53%-a horvát, 24%-a magyar, 14%-a szerb nemzetiségű volt. 2011-ben 192 lakosa volt.

## Lakossága
| Lakosság változása | Lakosság változása | Lakosság változása | Lakosság változása | Lakosság változása | Lakosság változása | Lakosság változása | Lakosság változása | Lakosság változása | Lakosság változása | Lakosság változása | Lakosság változása | Lakosság változása | Lakosság változása | Lakosság változása | Lakosság változása |
| ------------------ | ------------------ | ------------------ | ------------------ | ------------------ | ------------------ | ------------------ | ------------------ | ------------------ | ------------------ | ------------------ | ------------------ | ------------------ | ------------------ | ------------------ | ------------------ |
| 1857               | 1869               | 1880               | 1890               | 1900               | 1910               | 1921               | 1931               | 1948               | 1953               | 1961               | 1971               | 1981               | 1991               | 2001               | 2011               |
| 246                | 264                | 265                | 389                | 496                | 495                | 481                | 472                | 485                | 496                | 440                | 352                | 272                | 248                | 222                | 192                |

## Nevezetességei
Keresztelő Szent János tiszteletére szentelt római katolikus kápolnáját 1934-ben építették. Öt méter hosszú, három máter széles épület a homlokzat felett kis harangtoronnyal. 1968-ban és 1996-ban felújították.